# سیند هارنت
سیند هارنت (به انگلیسی: Sinéad Harnett) (زاده ۱۲ اکتبر ۱۹۸۹) خواننده انگلیسی است.